# Uso Sarum

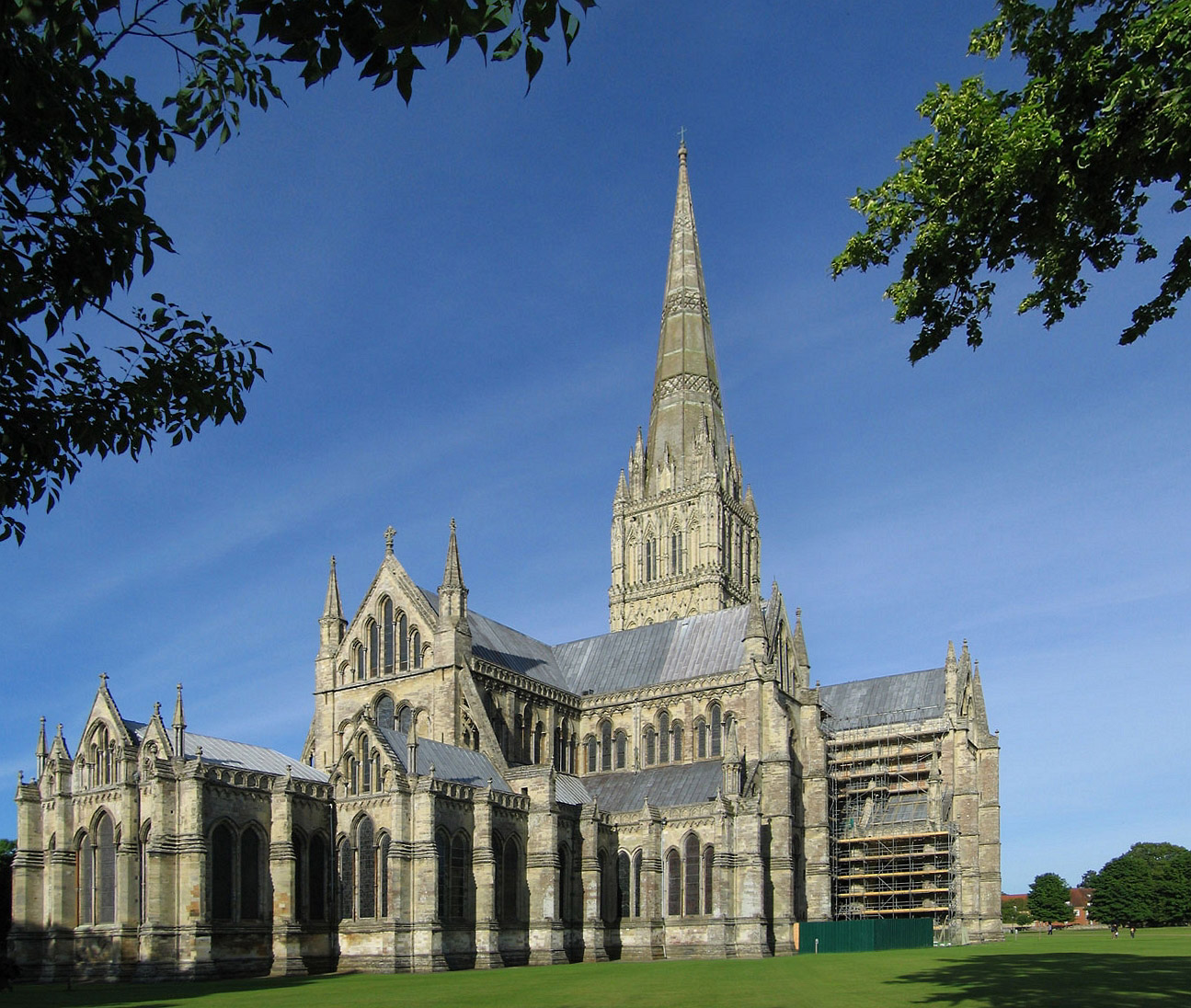
Catedral de Salisbury.

Uso Sarum, chamado também de Rito Sarum, era uma variante do Rito Romano usada nas Ilhas Britânicas antes da separação da Igreja da Inglaterra à obediência ao papado realizada por Henrique VIII, do Livro de Oração Comum por parte de Jaime I de Inglaterra e da unificação de ritos litúrgicos latinos pela bula papal Quo Primum Tempore de São Pio V.
Originariamente, esse uso era específico da Diocese de Salisbury, mas com o tempo difundiu-se e tornou-se predominante no sul da Inglaterra. Com o advento da século XVI, o rito morreu, mas deixou marcas na liturgia anglicana.

## História
Em 1078, Guilherme, o Conquistador indicou Sant'Osmundo como bispo de Salisbury. O prelado, durante seu episcopado, iniciou algumas revisões litúrgicas e adaptações dos usos anglo-celta-saxões locais com o latino de Roma e, segundo alguns liturgistas do século XIX, o uso galicano de Ruan.
Com a conquista normanda da Inglaterra e a subsequente deposição dos saxões, também o clero foi trocado, o que levou tradições franco-normandas para a cultura religiosa inglesa.
Crê-se que o uso Sarum influenciou outros ritos ocidentais fora da Inglaterra, como o norueguês nidaros e o português bracarense.
Quando da Reforma Inglesa, o uso Sarum foi mantido com graduais modificações até Eduardo VI, quando a pressão protestante por identidade própria resultou na implementação do Livro de Oração Comum. Com Maria I, o catolicismo foi restaurado e com ele o uso Sarum. Com Isabel I, todavia, o anglicanismo foi definitivamente implantado e, a partir de então, somente os sacerdotes fiéis a Roma mantiveram os antigos costumes, até ser totalmente suplantado pelo uso Tridentino.

## Ritual Sarum
As missas dominicais e de dias de preceito contavam com a participação de quatro ministros: presbítero, diácono, subdiácono e acólito. Segundo o costume, os ministros dirigiam-se para todos os altares da igreja e os incensava, terminando no altar principal onde as antífonas e a oração coleta deveriam ser cantadas. Finalmente, rezava-se em vernáculo pelas intenções dos presentes e, em seguida, a procissão seguia para a paramentação (geralmente, perante o próprio altar em que seria consagrado o corpo de Cristo, dado que sacristias são historicamente posteriores na arquitetura eclesial).
Algumas preces da missa são singulares, como a preparação do sacerdote para a Sagrada Comunhão. Algumas cerimônias, também: o ofertório das espécies do pão e do vinho eram feitas num único ato; após a consagração, a elevação das espécies era com os punhos cruzados; a partícula era posta no cálice somente ao fim do Agnus Dei (Santo). À comunhão sob uma espécie, do corpo, era seguida por um gole de vinho não consagrado. O primeiro capítulo do Evangelho de São João era recitado enquanto os ministros saíam. Acredita-se, com base no Missal Sarum, que não havia genuflexão, embora possa ter sido introduzida no século XVI.